# 上海华商电车
上海华商电车有限公司简称华商电车公司或华电，是一家在20世纪上半叶服务于上海南市区的公共事业公司。华商电车公司于民国元年（1912年）2月成立后，在境内先后开通运营了4条有轨电车线路。

## 历史
1912年2月华商电车有限公司成立，设于南市沪杭车站路（今南车站路），集股20万元。民国6年（1917年）初，身兼商办上海内地电灯有限公司、上海华商电车有限公司2家公司总经理的陆伯鸿，为方便经营管理，提出车、灯合并的建议。经过2家公司的董事会反复讨论，于翌年1月7日正式合并为上海华商电气股份有限公司。1937年12月30日，总经理陆伯鸿遇刺身亡，公司停业。

## 运营线路
华商电车公司开通的有轨电车共四条，总长22.7公里。
- 1路 由高昌庙经半淞园路、车站前路、外马路、东门路，至小东门 4.8km
- 2圆路 由肇周路经和平路、中华路、黄家阙路、车站路、国货路、外马路、东门路、中华路、方浜路，回到肇周路 8.9km
- 3圆路 由老西门经中华路、民国路至老西门 5.1km
- 4路 由高昌庙经半淞园路、车站前路、车站后路、车站路、黄家阙路、中华路、方浜路，至肇周路 3.9km

## 沿革
- 1913年8月11日 1路电车（小东门—火车站）开通[4]
- 1915年2月1日 3路电车（小东门—老西门，经由中华路）开通
- 1918年1月13日 4路电车（高昌庙—老西门）开通
- 1916年2月1日 2路电车（小东门—老西门，经由民国路）开通，1路电车延伸至高昌庙
- 1928年11月11日 2路、3路电车直通运行，命名为3路圆路，原2路电车延伸至南阳桥
- 1933年9月20日 2路圆路电车开通
- 1937年11月9日 全线被日军侵占，被迫停驶